# روبرت دبليو. بويد
روبرت دبليو. بويد (بالإنجليزية: Robert W. Boyd)‏ هو فيزيائي أمريكي، ولد في 8 مارس 1948 في بوفالو في الولايات المتحدة.